# Norbert Barthle

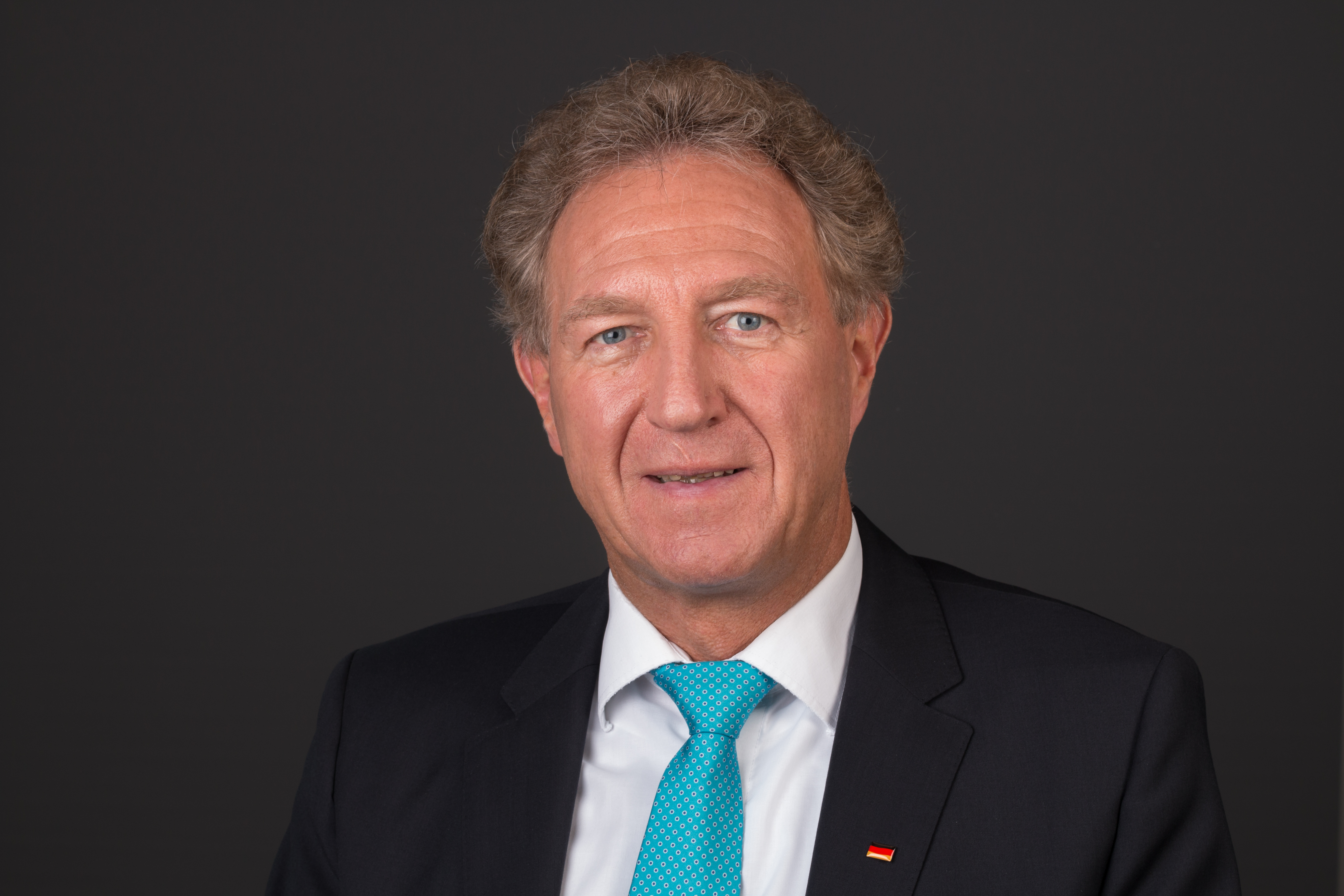
Norbert Barthle (2014)

Norbert Barthle (* 1. Februar 1952 in Schwäbisch Gmünd) ist ein deutscher Politiker (CDU). Er war von 1998 bis 2021 Mitglied des Deutschen Bundestages und von 2018 bis 2021 Parlamentarischer Staatssekretär beim Bundesminister für wirtschaftliche Zusammenarbeit und Entwicklung sowie davor von 2015 bis 2018 Parlamentarischer Staatssekretär beim Bundesminister für Verkehr und digitale Infrastruktur.

## Leben
Nach dem Abitur 1972 leistete Barthle seinen Wehrdienst ab und begann anschließend ein Lehramtsstudium der Fächer Germanistik, Sportwissenschaften und Philosophie in Tübingen, welches er 1979 mit dem ersten und 1981 mit dem zweiten Staatsexamen für das Lehramt an Gymnasien beendete. Danach war Barthle als Lehrer für Deutsch und Sport am Parler-Gymnasium in Schwäbisch Gmünd tätig, bis er 1990 als Referent für Öffentlichkeitsarbeit in das Ministerium für Kultus, Jugend und Sport des Landes Baden-Württemberg wechselte. Seit 1992 war er dort Pressesprecher und Leiter des Referats für Öffentlichkeitsarbeit.
Norbert Barthle ist katholisch, verheiratet und Vater von zwei Kindern.

## Partei
Barthle trat 1990 in die CDU ein. Von 2001 bis 2015 war er Vorsitzender des CDU-Kreisverbandes Ostalb.

## Abgeordneter
Von 1998 bis 2021 war er Mitglied des Deutschen Bundestages. Norbert Barthle zog stets als direkt gewählter Abgeordneter des Wahlkreises Backnang – Schwäbisch Gmünd in den Bundestag.
Bei der Bundestagswahl 2009 erreichte er 44,7 % der Erststimmen. Im 17. Deutschen Bundestag war er ordentliches Mitglied im Haushaltsausschuss  und im Unterausschuss für Angelegenheiten der Europäischen Union.
Bei der Bundestagswahl 2013 erreichte er 55,4 % der Erststimmen. Im 18. Deutschen Bundestag war er ordentliches Mitglied im Haushaltsausschuss, im Vertrauensgremium nach § 10a II BHO, im Sondergremium gemäß § 3 Absatz 3 des Stabilisierungsmechanismusgesetzes sowie im Bundesfinanzierungsgremium.
Von Februar 2015 bis März 2018 war er Parlamentarischer Staatssekretär beim Bundesminister für Verkehr und digitale Infrastruktur. Von März 2018 bis Dezember 2021 war Barthle Parlamentarischer Staatssekretär beim Bundesminister für wirtschaftliche Zusammenarbeit und Entwicklung ernannt. Im Bundesministerium war er auch der Beauftragte für Wirtschaft und Energie.
Von 2002 bis 2021 gehörte er dem Vorstand der CDU/CSU-Bundestagsfraktion an. Von 2009 bis 2015 war Norbert Barthle Vorsitzender der Arbeitsgruppe Haushalt der CDU/CSU-Bundestagsfraktion und damit haushaltspolitischer Sprecher. Zudem war er stellv. Landesgruppenvorsitzender in der CDU-Landesgruppe Baden-Württemberg im Deutschen Bundestag.
Im Mai des Jahres 2018 wurde er außerdem als Nachfolger von Hans-Joachim Fuchtel Griechenland-Beauftragter von Bundeskanzlerin Angela Merkel.
Im April 2021 sagte er dem SWR, er habe sich Markus Söder als Kanzlerkandidaten der Union gewünscht.
Bei der Bundestagswahl 2021 kandidierte er nicht erneut.

## Sonstiges
Norbert Barthle engagiert sich im Skisport. So ist er seit 1989 in die Führung des Deutschen Skiverbandes (DSV) gewählt. Zudem ist er seit 2003 Präsident im Deutschen Verband für das Skilehrwesen und Mitautor der Skilehrpläne. Seit April 2005 steht er auch dem Internationalen Verband der Schneesportinstruktoren (IVSI) vor.
Barthle war vom 21. Juli 2009 bis zum 20. September 2019 Mitglied des Verwaltungsrates der Kreissparkasse Ostalb. Weiterhin war er von 2010 bis 2015 Mitglied im Verwaltungsrat der Kreditanstalt für Wiederaufbau. Außerdem ist Barthle Mitglied in der Europa-Union Deutschland, die sich für ein föderales Europa und für den europäischen Einigungsprozess einsetzt.
Barthle war zudem bis zu seinem Ausscheiden im November 2022 im Aufsichtsrat des Fußballvereins SG Sonnenhof Großaspach tätig.